# George Washington Masonic National Memorial

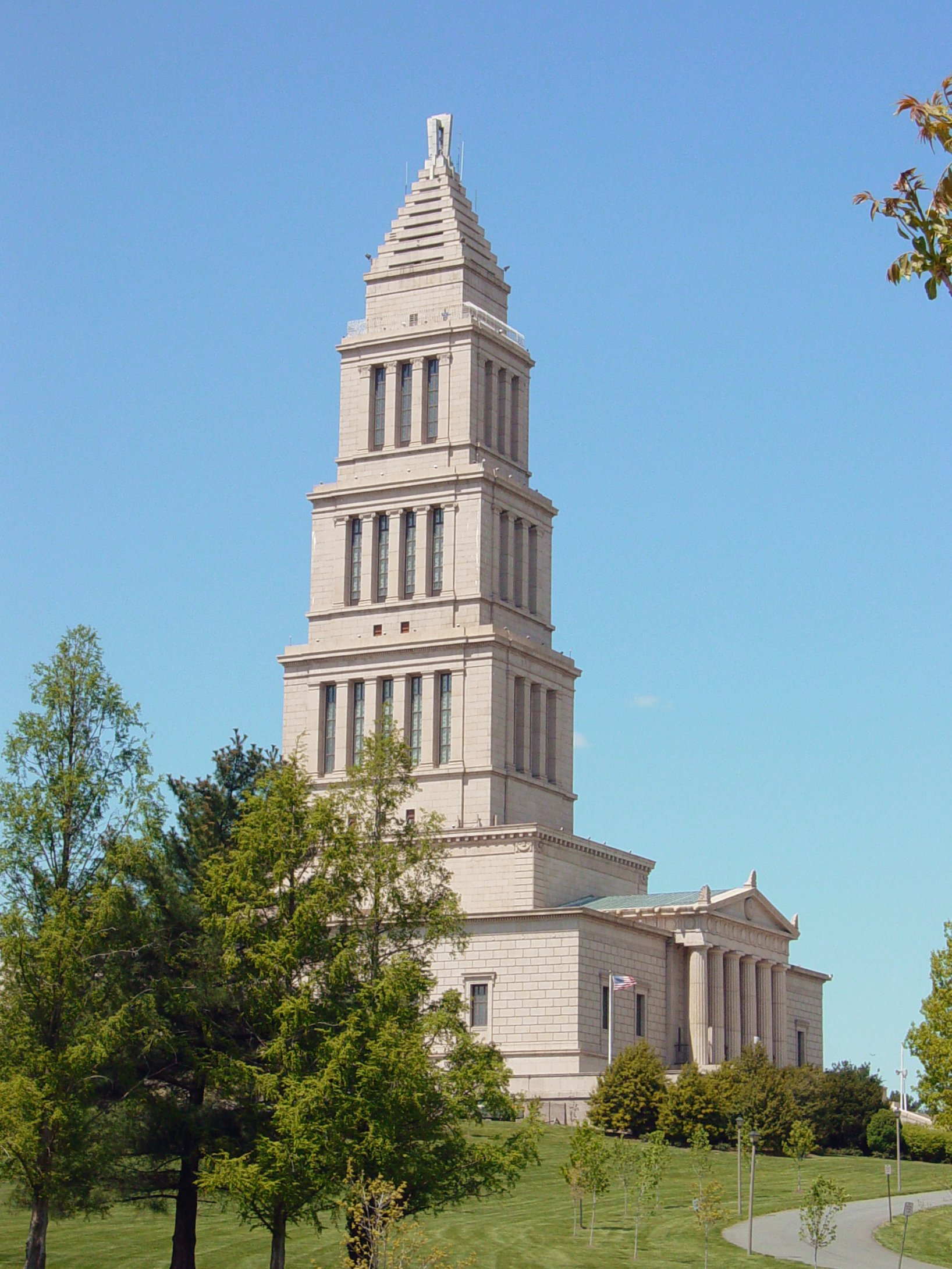
George Washington Masonic National Memorial

George Washington Masonic National Memorial – loża wolnomularska i pomnik położony w Alexandrii w amerykańskim stanie Wirginia, poświęcony pamięci George'a Washingtona, pierwszego prezydenta Stanów Zjednoczonych, który był wolnomularzem.
Loża wolnomularska w Alexandrii, do której za życia należał George Washington, po jego śmierci w 1799 roku i śmierci jego żony w 1802 roku zaczęła otrzymywać liczne przedmioty i pamiątki od rodziny i przyjaciół prezydenta. Chcąc zapewnić odpowiednie miejsce do przechowywania i ekspozycji tych przedmiotów, w rocznicę urodzin Washingtona na spotkaniu lóż wolnomularskich z całych Stanów Zjednoczonych 22 lutego 1910 roku postanowiono o wybudowaniu w tym celu pomnika. Budowa rozpoczęła się w 1923 roku i została ukończona w 1932 roku, w dwusetną rocznicę urodzin Washingtona.

## Architektura
Projekt pomnika czerpie z wielu starożytnych kultur i symboli. Wejście do budynku przypomina swym wyglądem grecki Partenon. Trzy sekcje wieży zbudowane są w różnych porządkach architektonicznych starożytnej Grecji. Najniższy poziom stylizowany jest na porządku doryckim, poziom środkowy zbudowany jest w porządku jońskim, zaś najwyższa sekcja w porządku korynckim. Jeszcze wyżej na wieży znajduje się piramida nawiązująca do piramid egipskich, a całość zwieńczy kwiaton w kształcie płomienia w nawiązaniu do starożytnych latarni morskich, w szczególności latarni morskiej na Faros, jednego z siedmiu cudów świata, strzegącej wejścia do portu starożytnej egipskiej Aleksandrii.

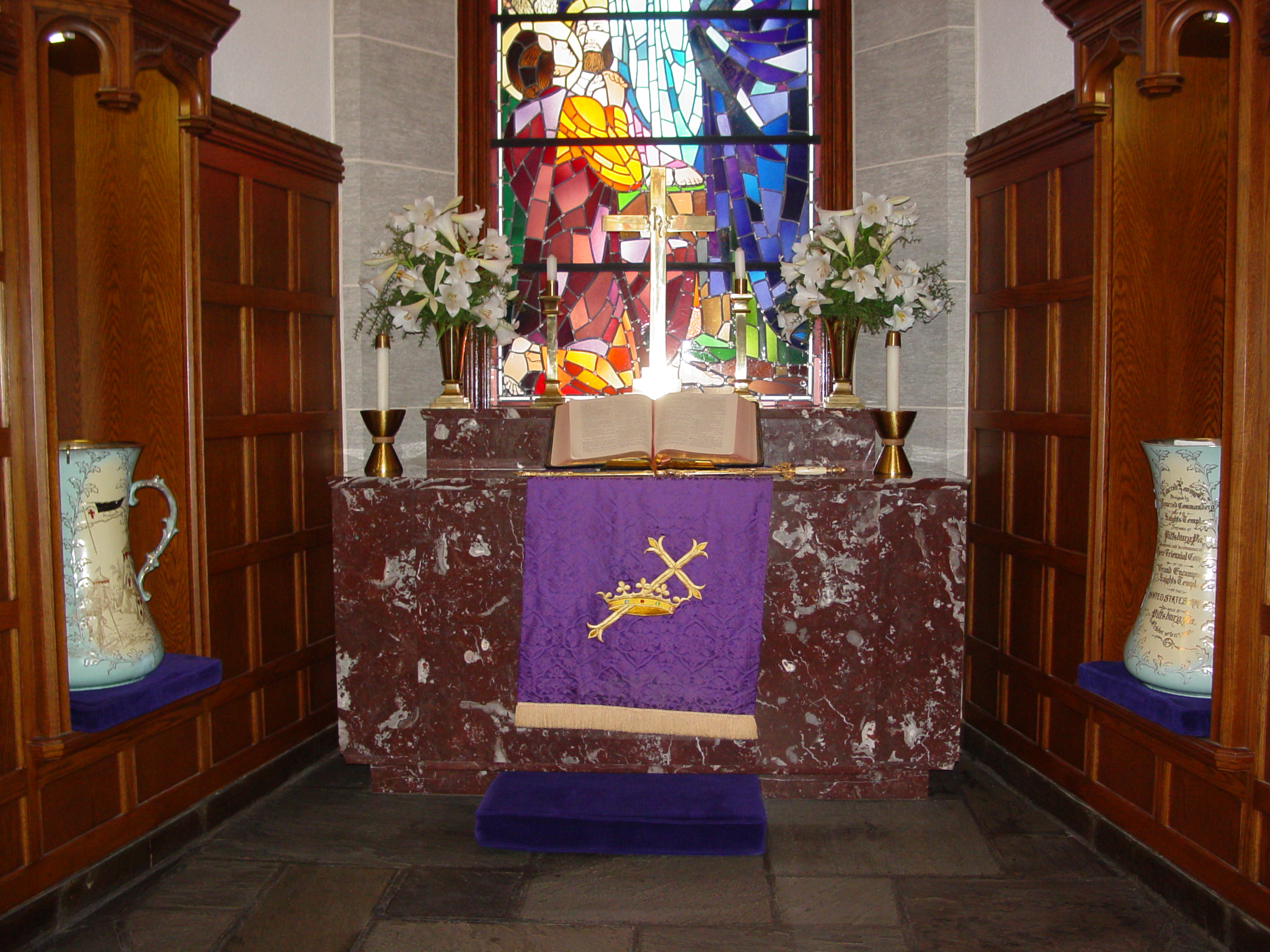
Kaplica zakonu templariuszy na ósmym piętrze budynku

Budynek posiada dziewięć pięter i znajdują się w nim liczne pomieszczenia, spośród których wiele udostępnionych jest dla zwiedzających. Na czwartym piętrze znajduje się muzeum poświęcone George'owi Washingtonowi. Na piątym piętrze zlokalizowane są między innymi replika Arki Przymierza oraz murale Świątyni Salomona. Na szóstym piętrze umieszczono bibliotekę. Na ósmym piętrze położona jest kaplica zakonu templariuszy. Jedną z głównych atrakcji jest platforma widokowa na dziewiątym piętrze, skąd rozpościera się panorama na Alexandrię, Waszyngton i okolicę.